# AmigaOS
AmigaOS és el sistema operatiu dels ordinadors personals Amiga i AmigaOne.
El sistema operatiu està dividit en dues parts (fins a l'aparició de la versió 3.5):
- Kickstart: és la part resident a la ROM i que conté el gestor d'arrencada, el nucli (kernel), les biblioteques més importants i la part bàsica de l'entorn gràfic.
- Workbench: és la part que es carrega des de disc i conté complements per a l'entorn gràfic, biblioteques, pedaços i diverses utilitats que complementen el kickstart.

El workbench no és necessari per al funcionament de l'ordinador. Per aquesta raó molts programes (jocs, bàsicament) arrenquen directament des del kickstart, sense haver de carregar el workbenck. Si bé aquest procediment permet aprofitar més memòria per a l'aplicació, es perd la possibilitat de treballar en mode multitasca.
Les característiques més importants de l'AmigaOS són:
- Multitasca a l'estil Unix, utilitzant un sistema de prioritats;
- Arquitectura micronucli (microkernel);
- Interrupcions programables en temps real amb temps d'espera molt baixos;
- No té protecció de memòria;
- Disseny de 32 bits;
- Dispositius de sistema de fitxers programables.